# Martin Rueda
Martin Rueda (Zurique, 9 de janeiro de 1963) é um ex-futebolista suíço de origem espanhola. Atuava como defensor, e disputou a Copa de 1994.

## Carreira
Jogou por Grasshopper, Wettingen e Luzern até 1998, quando parou de jogar, no Neuchâtel Xamax.
Rueda integrou o elenco da Seleção Suíça de Futebol, na Copa do Mundo de 1994. 

## Treinador
Iniciou sua carreira de treinador em 1999. Atualmente é o técnico do Lausanne-Sports.